# Guor Linea
La Guor Linea è una struttura geologica della superficie di Venere.